# Pan Samochodzik i Niewidzialni
Pan Samochodzik i Niewidzialni – powieść dla młodzieży autorstwa Zbigniewa Nienackiego, wydana po raz pierwszy w roku 1977. Utwór wchodzi w skład cyklu Pan Samochodzik, opisującego przygody historyka sztuki – detektywa noszącego to przezwisko.
Powieść była początkowo opublikowana w Płomyku, w 17 odcinkach w numerach od 1 do 19 z 1977 roku, z ilustracjami Edwarda Lutczyna.

## Opis fabuły
Akcja powieści toczy się wiosną 1974 roku. Do pana Tomasza dołącza nowy współpracownik – pani Monika. Nie podoba mu się fakt, że będzie musiał z kimś pracować i dzielić obowiązki.
Nieoczekiwanie dyrektor Marczak dostaje list od Niemki, Anny von Dobeneck, która wraz ze swoim ojcem ukryła w 1938 roku zbiory doktora Gottlieba. Tomasz wyrusza na Mazury i odwiedza małą wyspę Fort Lyck. Pomagają mu jego przyjaciele – Winnetou i Wielki Bóbr. Wkrótce styka się z szajką Niewidzialnych, doskonałych złodziei dzieł sztuki działających na terenie Europy, Waldemarem Baturą, który nie chce nielegalnie sprzedawać antyków i innymi poszukiwaczami skarbu.
W tej książce Pan Samochodzik nieustannie podróżuje. Finałem jest przekazanie skrzyni ze skarbami do muzeum oraz wydanie przez milicję szefa gangu Niewidzialnych, Mendozy, policji brytyjskiej.

## Wydania
- 0 – „Płomyk” nr 1–19/1977[1]
- 1. – Wydawnictwo Pojezierze, Olsztyn 1977
- Klub Świat Książki, Warszawa 2001
- Siedmioróg, Wrocław 2010
- Wydawnictwo Edipresse-Kolekcje SA, Warszawa 2015 (w serii: Klub Książki Przygodowej, tom 10; ISBN 978-83-7989-756-8)